# Allsvenskan de 1988
A Primeira Divisão do Campeonato Sueco de Futebol da temporada 1988, denominada oficialmente de Allsvenskan 1988, foi a 64º edição da principal divisão do futebol sueco. O campeão foi o Malmö FF que conquistou seu 16º título na história da competição.

## Classificação final
| Pos. | Equipe                 | J  | V  | E | D  | GP | GC | Pts | SG  |
| ---- | ---------------------- | -- | -- | - | -- | -- | -- | --- | --- |
| 1    | Malmö FF               | 22 | 15 | 2 | 5  | 45 | 26 | 32  | +19 |
| 2    | IFK Göteborg           | 22 | 13 | 5 | 4  | 37 | 18 | 31  | +19 |
| 3    | Djurgårdens IF Fotboll | 22 | 9  | 9 | 4  | 38 | 22 | 27  | +16 |
| 4    | Örgryte IS             | 22 | 9  | 5 | 8  | 27 | 23 | 23  | +4  |
| 5    | GIF Sundsvall          | 22 | 8  | 7 | 7  | 26 | 26 | 23  | 0   |
| 6    | IFK Norrköping         | 22 | 9  | 3 | 10 | 39 | 29 | 21  | +10 |
| 7    | IK Brage               | 22 | 7  | 7 | 8  | 23 | 30 | 21  | -7  |
| 8    | GAIS                   | 22 | 8  | 4 | 10 | 25 | 31 | 20  | -6  |
| 9    | Västra Frölunda IF     | 22 | 6  | 6 | 10 | 24 | 34 | 18  | -10 |
| 10   | AIK Fotboll            | 22 | 6  | 6 | 10 | 19 | 30 | 18  | -11 |
| 11   | Östers IF              | 22 | 4  | 9 | 9  | 20 | 33 | 17  | -13 |
| 12   | Hammarby IF            | 22 | 5  | 3 | 14 | 19 | 40 | 13  | -21 |

## Premiação
| Allsvenskan 1988              |
| Sweden                        |
| ----------------------------- |
| MALMÖ FF Campeão (16º título) |